# Timbang Langsa
Timbang Langsa is een bestuurslaag in het regentschap Langsa van de provincie Atjeh, Indonesië. Timbang Langsa telt 1562 inwoners (volkstelling 2010).